# Ромарик
Кристиа́н Коффи Н’дри (фр. Christian Koffi N'dri; род. 4 июня 1983[…], Абиджан), более известный как Ромари́к (фр. Romaric), — ивуарийский футболист, полузащитник. Выступал за сборную Кот-д’Ивуара. Ромарик — универсальный игрок, он мог играть на любых позициях в полузащите; обычно играл на позиции плеймейкера.

## Карьера
Ромарик является воспитанником JMG Academy, футбольной школы, созданной в Абиджане в 1994 году французским футболистом и тренером Жан-Марком Гийю. В 1999 году он перешёл в молодёжную команду клуба «АСЕК Мимозас», который в то время тренировал Гийю. В основном составе клуба он играл в сезонах 2002 и 2003 годов. В начале 2004 года Ромарик перешёл в бельгийский «Беверен», с которым сотрудничал Гийю и куда устроил многих ивуарийских молодых игроков.
В «Беверене» Ромарик начинал в качестве игрока оборонительного плана, в финальном матче Кубка Бельгии сезона 2003/2004, который его клуб проиграл, он выступал на позиции центрального защитника. Во втором сезоне ивуариец стал играть ближе к нападению, благодаря чему сумел отличить 13 забитыми голами в 32 матчах чемпионата Бельгии. Также в том сезоне Ромарик дебютировал в Кубке УЕФА, в котором «Беверен» выступил крайне неудачно.

## Достижения
«АСЕК Мимозас»
- Чемпион Кот-д’Ивуара: 2002, 2003
- Обладатель Кубка Кот-д’Ивуара: 2003

«Беверен»
- Финалист Кубка Бельгии: 2003/2004

«Севилья»
- Обладатель Кубка Испании: 2009/2010

Сборная Кот-д’Ивуара
- Финалист Кубка африканских наций: 2006